# GS美神 廣播劇CD
《GS美神 廣播劇CD》（日語：GS美神 ドラマCD）是日本漫畫家椎名高志的漫畫、廣播劇《GS美神 極樂大作戰!!》收錄的廣播劇CD系列。
全4枚。1994年8月24日至1995年12月21日全由King Records發行。

## 概要
《GS美神 廣播劇CD》是同名漫畫原作者椎名高志的漫畫改編廣播劇CD系列。此系列總共4部，系列第一部「被囚禁的小絹」於1994年8月24日發行，但是是以「GS美神 極樂大作戰!!」的名稱販售。至於「GS美神 REROTS.○」3部系列於1995年4月21日至同年12月21日為止發行，並且將「GS美神 極樂音樂大作戰!!」未收錄的原聲帶音源當作各枚CD的後半內容收錄。
還有，《GS美神 廣播劇CD》的劇本是全都由動畫編劇松井亞彌負責。插圖的部分，系列第一部「被囚禁的小絹」的封面插圖則是由同名漫畫的原作者椎名高志親筆繪製。至於「GS美神 REROTS.○」3部系列的CD封面插圖是由動畫版負責人物設定的青山充繪製。

## GS美神 極樂大作戰!!
收錄內容
1. GHOST SWEEPER [3:43]
  - 主唱：原田千榮（日语：原田千栄）
  - 作詞：有森聰美（日语：有森聡美），作曲：大森俊之，編曲：岩本正樹（日语：岩本正樹）
  - 朝日放送等朝日電視網電視動畫《GS美神》片頭主題曲
2. 捕 Act.1 [10:01]
3. 捕 Act.2 [10:00]
4. BEATS the BAND [4:49]
  - 主唱：奧井雅美
  - 作詞：Mamie.D.Lee，作曲：池永慎，編曲：Vink（日语：Vink）
  - 電影動畫《劇場版 GS美神》劇中插入歌
5. 捕 Act.3 [9:50]
6. 捕 Act.4 [10:01]
7. 背中 I LOVE YOU [4:58]
  - 主唱：小絹（CV. 國府田麻理子）
  - 作詞：泉，作曲：小西真理，編曲：光宗信吉
8. 歴史挑 [3:47]
9. My Jolly Days [5:40]
  - 主唱：奧井雅美
  - 作詞：木本慶子，作曲：大平勉，編曲：Vink
  - 電影動畫《GS美神》片尾主題曲

## Vol.1
收錄內容
1. GHOST SWEEPER（TV size） [1:35]
  - 主唱：原田千榮
  - 作詞：有森聡美，作曲：大森俊之，編曲：岩本正樹
  - 朝日放送等朝日電視網電視動畫《GS美神》片頭主題曲
2. 追憶訪問者* [9:46]
3. 遠記憶* [4:14]
4. 夢扉* [9:14]
5. 決時！* [9:38]
6. SINGLE FAKE [2:22]
  - 主唱：松村香澄
  - 作詞：有森聰美，作曲、編曲：五島翔
7. [1:02]
8. 揺 [1:53]
9. 想， [0:42]
10. 白光刃 [1:43]
11. 魔王 [1:01]
12. 希望胸！ [1:17]
13. 魂眠 [1:46]
14. 歪空間 [2:25]
15. 超一流GS仕事 [3:57]

## Vol.2
收錄內容
1. SINGLE FAKE [4:32]
  - 主唱：松村香澄
  - 作詞：有森聰美，作曲、編曲：五島翔
2. 突然...* [9:34]
3. * [9:32]
4. 愛特訓日* [9:41]
5. 頂上決* [9:33]
6. BELIEVE ME（TVsize） [1:36]
  - 主唱：小坂由美子
  - 作詞：有森聡美，作曲：西岡治彥，編曲：岩本正樹
  - 朝日放送等朝日電視網電視動畫《GS美神》片尾主題曲
7. 美形 [1:24]
8. 煩敗北 [1:42]
9. 眠底，意識底 [1:46]
10. 華麗儀式 [3:11]
11. [1:36]
12. 追都市 [1:51]
13. RAVE with 神通扇 [2:15]
14. GHOST SWEEPER [4:07]
  - 主唱：原田千榮
  - 作詞：有森聰美，作曲：大森俊之，編曲：岩本正樹
  - 朝日放送等朝日電視網電視動畫《GS美神》片頭主題曲
15. BELIEVE ME [4:32]
  - 主唱：小坂由美子
  - 作詞：有森聰美，作曲：西岡治彥，編曲：岩本正樹
  - 朝日放送等朝日電視網電視動畫《GS美神》片尾主題曲

## Vol.3
收錄內容
1. SINGLE FAKE [2:20]
主唱：松村香澄
作詞：有森聰美，作曲、編曲：五島翔
2. 作開始* [9:47]
3. 岸* [9:46]
4. ！女* [9:50]
5. 史上最低作* [10:30]
6. 夜 [2:05]
7. 生活 [1:43]
8. 素敵 [1:45]
9. 想像自由 [1:28]
10. II [1:02]
11. GS橫島!? [1:35]
12. 容赦 [2:13]
13. 一件落 [0:58]
14. 朝深呼吸 [1:20]
15. 子守 [3:07]
主唱：小絹（CV.國府田麻理子）
民間傳承歌，作曲：佐橋俊彥，編曲：手塚理（日语：手塚理）

## 配音員
- 美神令子：鶴弘美
- 橫島忠夫：堀川亮
- 冰室絹（小絹）：國府田麻理子
- 小笠原安蜜：富澤美智惠
- 六道冥子：西原久美子
- 卡奧斯博士：千葉繁
- 瑪莉亞 ：山崎和佳奈
- 唐巢和宏：曾我部和恭
- 彼得・戴・布拉德：森川智之
- 見鬼娃娃：青野武